# Kimberly Severson
Kimberly Severson (n. 22 august 1973, Tucson, Arizona, SUA) este o sportivă ce a reprezentat Statele Unite ale Americii, medaliată olimpică. A participat la o ediție a Jocurilor Olimpice (2004) în care a câștigat o medalie de argint și o medalie de bronz.